# Al limite
Al limite (Al límite) è un film del 1997 diretto da Eduardo Campoy.
Il film, con protagonisti Juanjo Puigcorbé, Lydia Bosch, Béatrice Dalle e Bud Spencer, non fu mai distribuito nelle sale cinematografiche italiane, ed è passato fugacemente in televisione. Il cast è prevalentemente spagnolo con l'aggiunta di Béatrice Dalle e con un Bud Spencer, ben lontano dalle caratteristiche bonarie conosciute nella maggior parte della sua carriera.

## Trama
Omicidio in diretta: questa è la sfida dell'assassino, che viene mostrato fin dalle prime sequenze, a polizia e procura di Madrid. Un gioco perverso contro il tempo in un thriller dalle tinte forti.